# فوسفلوکونازول
فوسفلوکونازول (انگلیسی: Fosfluconazole) یک پیش‌داروی فسفات محلول در آب فلوکونازول است. فوسفلوکونازول یک داروی ضد قارچ تریازول که در درمان و پیشگیری از عفونت‌های قارچی سطحی و سیستمیک استفاده می‌شود.
پیوند استر فسفات توسط عمل یک فسفاتاز هیدرولیز می‌شود - آنزیمی که با هیدرولیز کردن مونو استرهای اسید فسفریک به یک یون فسفات و یک مولکول با گروه هیدروکسیل آزاد (دفسفوریلاسیون) یک گروه فسفات را از بستر آن حذف می‌کند.